# Grup de la claudetita
El grup de la claudetita és un grup de minerals de la classe dels òxids. El grup està format per dues espècies: la claudetita, un òxid d'arsènic que dona nom al grup, i l'estibioclaudetita. Les dues espècies cristal·litzen en el sistema monoclínic.
| Espècie           | Fórmula |
| ----------------- | ------- |
| Claudetita        | As₂O₃   |
| Estibioclaudetita | AsSbO₃  |

Segons la classificació de Nickel-Strunz les dues espècies que integren el grup de la claudetita pertanyen a «04.CB: Òxids amb proporció metall:oxigen = 2:3, 3:5, i similars, amb cations de mida mitja» juntament amb els següents minerals: brizziïta, corindó, ecandrewsita, eskolaïta, geikielita, hematites, ilmenita, karelianita, melanostibita, pirofanita, akimotoïta, romanita, tistarita, avicennita, bixbyita, armalcolita, pseudobrookita, mongshanita, zincohögbomita-2N2S, zincohögbomita-2N6S, magnesiohögbomita-6N6S, magnesiohögbomita-2N3S, magnesiohögbomita-2N2S, ferrohögbomita-2N2S, pseudorútil, kleberita, berdesinskiïta, oxivanita, olkhonskita, schreyerita, kamiokita, nolanita, rinmanita, iseïta, majindeïta, arsenolita, senarmontita, valentinita, bismita, esferobismoïta, sil·lenita, kyzylkumita i tietaiyangita.